# John Mill
Acest articol este despre teologul din secolul al XVII-lea. Vezi John Stuart Mill pentru filosoful utilitarist din secolul al XIX-lea și John Mill (sindicalist) pentru activistul Sindicatului General Evreiesc al Muncii.
John Mill (n. 1645, Shap⁠(d), Eden, Cumbria, Anglia, Regatul Unit – d. 23 iunie 1707, Oxford, Anglia, Regatul Marii Britanii) a fost un teolog englez.
Mill s-a născut circa 1645 la Shap în Westmorland, a fost admis la Queen's College, Oxford, ca servitor în 1661, și și-a luat gradul de Master în 1669, anul în care a rostit "Oratio Panegyrica" la deschiderea Sheldonian Theatre. La puțin timp după aceea a devenit Fellow al colegiului Queen's.  În 1676, el a devenit capelan al episcopului de Oxford iar în 1681, a obținut rectoratul din Bletchington, Oxfordshire și a fost făcut capelan al lui Charles al II-lea. Din 1685 până la moarte, a fost șeful St Edmund Hall, Oxford; în 1704 a fost nominalizat de Regina Anna la scaunul stipendiat din Canterbury. A murit la paisprezece zile de la publicarea ediției sale a Noului Testament în greacă.
Opera sa Novum testamentum græcum, cum lectionibus variantibus MSS. exemplarium, versionun, editionum SS. patrum et scriptorum ecclesiasticorum, et in easdem nolis (Oxford, fol. 1707) a fost întreprinsă cu încurajarea lui John Fell, predecesorul său în analiza Noului Testament; i-au trebuit treizeci de ani pentru a o termina, opera fiind un mare avans față de cercetările deja publicate. Textul este al lui R. Stephanus (1550), dar notele, pe lângă faptul că includ toate versiunile deja existente ale textelor, le adaugă un mare număr de variante obținute din examinarea proprie a multor manuscrise noi și versiuni orientale (ultimele, din nefericire, le-a folosit doar în traducere latină).
Deși cantitatea de informație oferită de Mill este mică în comparație cu edițiile moderne, se pare că nimeni altcineva, eventual cu excepția lui Tischendorf, nu a adăugat atât de mult material la disciplina textologiei. El a fost primul care a observat valoarea concordanței izvoarelor latine cu Codex Alexandrinus, singura mărturie a manuscriselor antice grecești ne-occidentale suficient de cunoscută la vremea respectivă; acest punct de vedere nu a fost uitat de Bentley. Mill este cunoscut pentru a fi introdus dogma care a fost mai târziu numită capacitatea divină de către unele grupuri de evanghelici.
Opera lui Mill a numărat peste 30000 de discrepanțe între 100 de manuscrise ale Noului Testament. Opera sa a fost atacată de Daniel Whitby și de Anthony Collins. Examenul lui Whitby afirma că Mill a distrus validitatea textului; Collins a primit un răspuns din partea lui Bentley (Phileleutherus lipsiensis). Bentley i-a luat apărarea lui Mill observând în esență că Mill nu era el însuși răspunzător de diferențele dintre diferitele manuscrise, ci el doar le-a inventariat. Bentley a mai observat că creștinismul a supraviețuit în ciuda acestor erori, afirmând în esență că atacurile lui Whitby erau lipsite de orice fundament.

## Opere
- John Mill, Novum Testamentum Graecum, cum lectionibus variantibus MSS (Oxford 1707).

- În 1710 Ludolph Kuster a retipărit Testamentul lui Mill la Amsterdam cu adăugirile a încă douăsprezece manuscrise.